# Rhytidoponera violacea
Rhytidoponera violacea é uma espécie de formiga do gênero Rhytidoponera.